# Rəzgov
Rəzgov è un comune dell'Azerbaigian situato nel distretto di Lerik. Conta una popolazione di 315 abitanti.